# Hassan Elseify
Hassan Elseify, né le 9 avril 1998,, est un coureur cycliste égyptien. Il est notamment devenu champion d'Égypte sur route en 2024.

## Palmarès et résultats

### Palmarès par année
- 2024
  -  Champion d'Égypte sur route

### Classements mondiaux
| Année           | 2019 | 2020 | 2021 | 2022 |
| --------------- | ---- | ---- | ---- | ---- |
| UCI Africa Tour | 138e |      |      | 175e |